# Мама будет против
«Ма́ма бу́дет про́тив» — российский комедийный телесериал производства продюсерской компании «Уральские пельмени», созданный по заказу телеканала «СТС». В главных ролях: Дмитрий Брекоткин, Ксения Корнева, Роман Постовалов, Сергей Ершов, Михаил Тарабукин.
Премьера состоялась 7 ноября 2023 года.

## Сюжет
Наталья (Ксения Корнева) вместе с родителями, Тамарой Игоревной (Дмитрий Брекоткин) и Сергеем Геннадьевичем (Сергей Ершов) приезжают в строительный супермаркет за покупками, где с ними происходит ЧП. Грузчик-недотёпа Николай (Роман Постовалов), которому поручили подменять заболевшего продавца, случайно роняет на голову Наталье тяжёлые коробки. И хотя обошлось без серьёзных травм — лишь едва заметная шишка на месте ушиба, Тамара Игоревна настаивает на том, чтобы зафиксировать ушибы в медицинском центре и пишет жалобу руководителю торговой точки. Директор магазина (Ярослав Бородин) уже давно устал от выходок грузчика и постоянных проблем с ним, он готов его уволить, но не делает это из-за жалости — зарплата у Николая маленькая, своего жилья нет, а потому живёт он прямо на складе в магазине. Чтобы не выгонять его на улицу, директор даёт сотруднику последний шанс — три дня на то, чтобы урегулировать конфликт с пострадавшими. Договориться с главой семейства и его дочерью удаётся быстро, они пишут отказ от претензий, но мать пострадавшей наотрез отказывается забирать своё заявление. Друг Николая (Михаил Тарабукин) подсказывает решение: нужно жениться на Наталье, и тогда будущая тёща точно простит бедолагу.

## Производство
Телесериал снят продюсерской компанией «Уральские пельмени» по заказу телеканала СТС.
- Продюсеры: Сергей Ершов, Максим Рыбаков, Владимир Неклюдов, Ольга Брагина, Александр Силка.
- Сценаристы: Денис Тарасов, Елена Гордеева, Гарик Пекшев, Евгений Крюков, Владимир Шишкин, Сергей Ершов.
- Режиссёр: Артур Румынский.
- Оператор: Иван Бархварт.
- Художник-постановщик: Евгений Кравцов. Художник по костюмам: Елена Шабалина. Художники по декорациям: Денис Филинков, Андрей Бисеров, Александр Соколов. Художник по гриму: Екатерина Крыльцова.
- Монтажёр: Александр Смирнов.

Съёмки проходили летом и осенью 2023 года в Екатеринбурге, где артисты живут и готовят шоу для «СТС». В кадр попали местные парки, дворы, набережные и другие локации, в павильоне площадью 600 квадратных метров художники воссоздали лестничную площадку и квартиры Натальи и её родителей. Над проектом работали специалисты из Екатеринбурга.

Сергей Ершов, актёр, продюсер, сценарист:
«История родилась из миниатюры про семью, которая очень полюбилась зрителям. Мы написали вторую, третью… И сейчас в нашей концертной программе около 40 сюжетов про эту семейку. В какой-то момент мы даже подумали: „А почему бы не перенести это со сцены на экран?“ К тому же в соцсетях были комментарии: снимайте уже сериал! В итоге появилась комедия с пельменским юмором и неожиданными фантазиями героев».
Тёщу-скандалистку в телесериале сыграл Дмитрий Брекоткин. Для роли ему пришлось сделать коррекцию бровей, депиляцию рук и груди, носить парик, платья и каблуки.
Трейлер телесериала вышел 7 ноября 2023 года.

## Актёры и персонажи

### Главные роли
- Дмитрий Брекоткин — Тамара Игоревна Калугина, одна из главных героинь сериала, председатель ТСЖ своего двора, супруга Сергея Геннадьевича и мать Натальи. Родилась 28 марта 1965 года. Обладает властным характером и помешана на чистоте двора (стала неадекватно себя вести, когда их двор лишили звания самого чистого), из-за чего её боятся и дети, и взрослые. К другим членам правления ТСЖ относится как к слугам и никогда не воспринимает их всерьёз, однако они редко возражают. Ненавидит Николая, считает его «бегемотом» и «бабуином» с первой же встречи. Делает всё, чтобы отгородить навязчивого грузчика от своей дочери, в 11 серии даже симулирует предынфарктное состояние, чтобы Наталья не танцевала с Колей на свадьбе подруги, а позже душит Николая и приказывает ему «уехать в свою глушь» и исчезнуть из их жизни. В конце 12 серии умоляет мужа спасти дочь и найти обратно её ухажера, но, несмотря на это. продолжает недолюбливать Николая. С супругом и дочерью у неё в целом нормальные отношения, но из-за сложного характера Тамара зачастую ссорится и с ними. В сложных отношениях с матерью из-за её спорного отношения Сергею. Также взаимно ненавидит мать Николая Марину и открыто ей противостоит. В конце 26 серии узнает, что Коля взял у её мужа в долг 1 500 000 рублей, а мать дала «бабуину» семейное кольцо (которое она не дала Тамаре много лет назад), чтобы он сделал Наталье предложение. В конце нехотя соглашается выдать дочь за Колю, однако в третьем сезоне делает все, чтобы предотвратить их свадьбу. Очень часто кричит, когда ей что-то не нравится, старается сделать так, чтобы все ей подчинялись. Видит в женихах дочери только статных и красивых богатых мужчин, о чем всю жизнь ей напоминает (подавала подругу Наташи в пример, когда та вышла замуж зза владельца танцевальной студии).
- Роман Постовалов — Николай Романович Батонов, главный герой сериала. Родился летом 1987 года. Изначально работал грузчиком на складе (из-за отсутствия жилья жил там же), в 1 серии уронил коробки на Наталью, а чтобы его не уволили, решил за ней «приударить», решив, что тогда её мать Тамара Игоревна заберет жалобу из магазина, которому принадлежит склад. Из-за того, что задание он провалил был уволен и стал безработным. В то же время по-настоящему влюбляется в Наталью и в конце перового сезона (после их крупной ссоры в 9-11 сериях) добивается её расположения. Постоянно подвергается нападкам Тамары Игоревны. В 11-13 сериях уезжал в своё село, но Наталья за ним приехала. В начале 2 сезона он с его другом Даней за деньги, взятые в долг у Сергея Геннадьевича выкупают убыточную пирожковую и решают открыть там свой бизнес. Благодаря пирожкам Тамары предприятие становится успешным, однако вскоре бизнес проваливается, несмотря на постоянные усилия друзей «раскрутить» заведение. В 26 серии Тамара Игоревна узнает, что деньги были взяты у её мужа и приходит в ярость, требуя вернуть всё к вечеру. Чудом Николаю удаётся все отдать, продав пирожковую постоянному покупателю. Тем временем приезжает бабушка Натальи и одобряет серьёзные намерения Николая, подарив ему семейную реликвию — кольцо, с которым он делает предложение руки и сердца Наташе на глазах у Тамары Игоревны, которая, сдержав себя, нехотя выдаёт дочь, однако в третьем сезоне мешает организации их свадьбы. Вновь став безработным, Коля становится дворником во дворе главных героев. С начала 2 сезона живет у Наташи. Родился и вырос в селе Слобода, где сейчас живет его сестра Светлана. В детстве их мать Марина сбежала в Казахстан с богатым мужчиной, из-за чего с матерью у Николая плохие отношения. Мирится с ней в конце в 2 сезона. По натуре — обычный парень, который «что-то хочет сделать, но у него не получается».
- Ксения Корнева — Наталья Сергеевна Калугина, дочь Сергея Геннадьевича и Тамары Игоревны, работница отдела кадров, возлюбленная/невеста Николая. Родилась в 1991 году, живет в квартире напротив родителей и регулярно с ними общается. До событий сериала никогда не была замужем, в отличие от своей лучшей подруги и коллеги Арины не сильно интересуется мужчинами. Родилась и выросла в Екатеринбурге. В 1 серии Николай случайно уронил на неё тяжелые коробки. Та отделалась небольшим ушибом и вскоре забрала из магазина. где это произошло свою жалоб, однако мать Натальи всё ещё не унималась. Вскоре, чтобы его не уволили, Коля начинает ухаживать за Наташей и со временем по-настоящему в неё влюбляется. В 8 серии та отвечает взаимностью. В 9 серии узнала, что Николай был с ней только для того, чтобы задобрить Тамару Игоревну и крупно с ним ссорится. Арина и Олег Вадимович пытались их помирить в 11 серии и формально им это удалось, но Тамара с этим не смирилась и прогнала Колю в его деревню, из-за чего поссорилась с дочерью. В конце 13 серии окончательно мирится и с матерью, и с Николаем. В 14 серии Коля переезжает к ней и собирается сделать Наташе предложение, однако у него не хватает денег на кольцо. Тем временем приезжает его мать Марина, которая недолюбливает Наталью, однако до 18 серии она тоже жила в её квартире. В 25 серии Марина уезжает к себе, в конце концов одобряя союз своего сына с Калугиной. В 26 серии Николай делает ей предложение с кольцом, которое бабушке Натальи подарил Лев Толстой, Калугина соглашается. В третьем сезоне она и Николай готовятся к свадьбе. Всю жизнь мать её сильно опекала и постоянно хотела найти дочери жениха, однако, несмотря на это, в общих чертах отношения с родителями (особенно отцом) у неё хорошие, хотя, судя по всему, она также очень любит свою бабушку, которую специально приглашала в город.

| Актёр           | Роль                                    |
| --------------- | --------------------------------------- |
| Сергей Ершов    | Сергей Геннадьевич Калугин; генерал МЧС |
| Эвелина Блёданс | Марина, мама Николая (второй сезон)     |

### Роли второго плана / эпизоды
| Актёр                | Роль |
| -------------------- | --- |
| Михаил Тарабукин     | Даниил (Даня) Мохов, друг и коллега Николая / Федя, брат-близнец Даниила, повар                               |
| Анна Усольцева       | Арина, подружка Натальи                                                                                       |
| Александр Волхонский | Ян Фомич, член правления ТСЖ                                                                                  |
| Александр Михайлов   | Юра Косачёв, лейтенант МЧС, личный водитель Сергея Геннадьевича                                               |
| Демид Иванов         | сын Дани |
| Ева Поличинская      | |
| Евгений Мичков       | водитель джипа                                                                                                |
| Ирина Ермолова       | Вера Львовна, член правления ТСЖ                                                                              |
| Лиана Яфарова        | |
| Павел Пепелев        | Глеб Павлович, член правления ТСЖ                                                                             |
| Платон Игнатов       | Васька |
| Роллан Самсонов      | полярник |
| Ярослав Бородин      | Олег Вадимович, директор супермаркета / директор школы танцев. Начальник / бывший начальник Батонова и Мохова |
| Вячеслав Мясников    | певец на корпоративе                                                                                          |
| Илана Юрьева         | инспектор (второй сезон)                                                                                      |
| Андрей Рожков        | Анна Фёдоровна, бабушка Натальи, мама Тамары Игоревны, тёща Сергея Геннадьевича (25-26 серии)                 |
| Дарья Михайлова      | Светлана Романовна Батонова, старшая сестра Коли, дочь Марины (13, 26 серии)                                  |

## Обзор сезонов
| Сезон | Серии | Серии | Даты показа   | Даты показа     |
| Сезон | Серии | Серии | Первая серия  | Последняя серия |
| ----- | ----- | ----- | ------------- | --------------- |
| 1     | 13    | 13    | 7 ноября 2023 | 23 ноября 2023  |
| 2     | 13    | 13    | 5 ноября 2024 | 21 ноября 2024  |
| 3     | 13    | 13    | ноябрь 2025   | ноябрь 2025     |

## Список серий

### Сезон 1
| № серии | Описание серии | Премьера       |
| ------- | --- | -------------- |
| 1       | Николай, грузчик магазина стройматериалов, случайно роняет тяжёлые коробки на покупательницу Наталью. В результате инцидента у девушки появляется небольшая шишка, но её мать Тамара Игоревна пишет жалобу на Николая. Теперь он может потерять не только работу, но и временное жильё на складе магазина. | 7 ноября 2023  |
| 2       | Николай вынужденно начинает ухаживать за Натальей, придумывая, как вернее расположить её к себе. | 7 ноября 2023  |
| 3       | После предложения руки и сердца Николай получает отказ. Но он не сдаётся. | 8 ноября 2023  |
| 4       | Даня предлагает попробовать воздействовать на несговорчивую Тамару Игоревну через Сергея Геннадьевича. | 8 ноября 2023  |
| 5       | Николай приглашает Наталью на романтическое свидание на складе, но Тамаре Игоревне это категорически не нравится. | 9 ноября 2023  |
| 6       | Тамара Игоревна не только не разрешает Наталье выходить из дома, но и охраняет её. | 13 ноября 2023 |
| 7       | К Николаю приходит одноклассница, которая беременна и заявляет, что ребёнок от него. | 14 ноября 2023 |
| 8       | В целях улучшения отношений с Тамарой Игоревной Сергей Геннадьевич предлагает Николаю покрасить горку во дворе. | 15 ноября 2023 |
| 9       | Наталья узнаёт причину, по которой Николай так активно за ней ухаживает. | 16 ноября 2023 |
| 10      | Наталья в депрессии, но Тамара Игоревна решает обратиться за помощью к гадалке. | 20 ноября 2023 |
| 11      | Арина выходит замуж за директора магазина и приглашает Наталью быть свидетельницей на их свадьбе. | 21 ноября 2023 |
| 12      | Николай пропал, Наталья пытается его найти, что не нравится Тамаре Игоревне. | 22 ноября 2023 |
| 13      | Наталья приезжает в деревню за Николаем, но возможно ли счастье, если Тамара Игоревна настроена против Николая. | 23 ноября 2023 |

### Сезон 2
| № серии | Описание серии | Премьера       |
| ------- | --- | -------------- |
| 1 (14)  | Николай переезжает жить к Наталье. Скоро у него день рождения... | 5 ноября 2024  |
| 2 (15)  | На день рождения приходит друг Николая — Даня. Он предлагает Коле открыть совместный бизнес... Тем временем мать Николя пытается помириться с сыном. | 5 ноября 2024  |
| 3 (16)  | Коля просит маму задержаться ненадолго, чтобы вместе противостоять Тамаре Игоревне. | 6 ноября 2024  |
| 4 (17)  | Тамара Игоревна старается пристроить Колю в наркологический диспансер, чтобы вылечить от алкоголизма. | 6 ноября 2024  |
| 5 (18)  | Марина, чтобы не усугублять конфликт в семье, переезжает в соседний подъезд к одному из членов правления ТСЖ – Глебу Палычу. | 7 ноября 2024  |
| 6 (19)  | Коля приглашает Наташу на романтический ужин. Тем временем Тамара Игоревна собирается продлить свои полномочия председателя ТСЖ, однако ей резко противостоят Марина и Глеб Павлович. | 11 ноября 2024 |
| 7 (20)  | Коля и Даня открывают кафе. Тамара Игоревна занята предвыборной борьбой за место председателя ТСЖ. | 12 ноября 2024 |
| 8 (21)  | После успеха пирожков Тамары Игоревны на открытии кафе, Николай пытается узнать рецепт… | 13 ноября 2024 |
| 9 (22)  | В кафе заходит бывший директор строительного магазина и начальник оли и Дани Олег Вадимович. Ему предлагают вакансию продавца… | 14 ноября 2024 |
| 10 (23) | В кафе начинаются серьёзные проблемы. Тамара старается отомстить Марине, используя Николая. | 18 ноября 2024 |
| 11 (24) | Проблемы в кафе копятся, как снежный шар. А Марина выпускает порочащий Тамару Игоревну новостной репортаж. | 19 ноября 2024 |
| 12 (25) | Тамара Игоревна предлагает Марине не допустить дальнейших отношений Наташи и Николая. Она отказывается и уезжает, одобрив их отношения. | 20 ноября 2024 |
| 13 (26) | Бабушка Наташи знакомится с Николаем. Она одобряет его серьёзные намерения и дарит семейную реликвию — кольцо Льва Толстого, чтобы он сделал Наталье предложение, однако на кольцо посягается давно поссорившаяся с матерью Тамара Игоревна, которая узнаёт, откуда у Николая деньги на открытие кафе и требует вернуть всё к вечеру. | 21 ноября 2024 |

### Сезон 3
| № серии | Описание серии | Премьера |
| ------- | -------------- | -------- |

## Музыкальное оформление
| Исполнитель / музыка  | Трек                  |
| --------------------- | --------------------- |
| «Ех. princess»        | «Удаляй»              |
| «Makaronnoe bludo»    | «Убей быка»           |
| Patrick Cash          | «Лихо Тан Цуй»        |
| Patrick Cash          | «Не жалей»            |
| Авангард Леонтьев     | «Прогулка»            |
| Александр Кондраченко | «Чайник»              |
| Андрей Кылосов        | «Татьяна»             |
| Вадим Самойлов        | «Линии дней»          |
| Светлана Чепайкина    | «Капелька дождя»      |
| Студия ТУК            | «Ты смотришь на небо» |
| Тони Раут             | «Нищий»               |

## Крылатые фразы /мемы
Практически сразу после запуска сериала в прокат по сети "Интернет" стал распространяться эпизод из фильма, в котором Наталья (жена Николая Батонова) садится в автобус ПАЗ-3205 и интересуется у кондуктора, доедет ли автобус до Слободы, а ей отвечают "что это никому неведомо". Сам отрывок из фильма разошелся по Shorts в Youtube, и ролик проигрывается с наложенной на монтаже музыкой. 
За несколько дней эта версия набрала популярность среди аудитории видеохостинга. 

## Критика
Первая реакция большинства зрителей сериала оказалась негативной, в форуме на сайте телеканала «СТС» многие писали о том, что ожидали от команды «Уральских пельменей» «фирменного юмора», но получили «скомканный сюжет со слабыми шутками». «Содержание фильма — сплошная безнравственность, мордобой и похабщина», «Ожидания не оправдались. На сцене всё ярко, смешно, хорошие образы. В сериале — бледная тень», «Очередная пошлятина. Уровень жевательной резинки», — возмущались зрители[какие?].
Кинокритики[какие?] отмечают, что телесериал получился «довольно весёлым, хотя создателям удалось удержаться от шуток „ниже пояса“, динамичным — череда событий и непредсказуемость держат в динамике, и откровенно добрым — даже жёсткие сцены смотрятся довольно умиляюще».